# Jan Hendrik Glazemaker
Jan Hendriksz Glasemaker (Amsterdam, ca. 1620 – aldaar, begraven 5 december 1682) was een vertaler van filosofische werken.

## Biografie

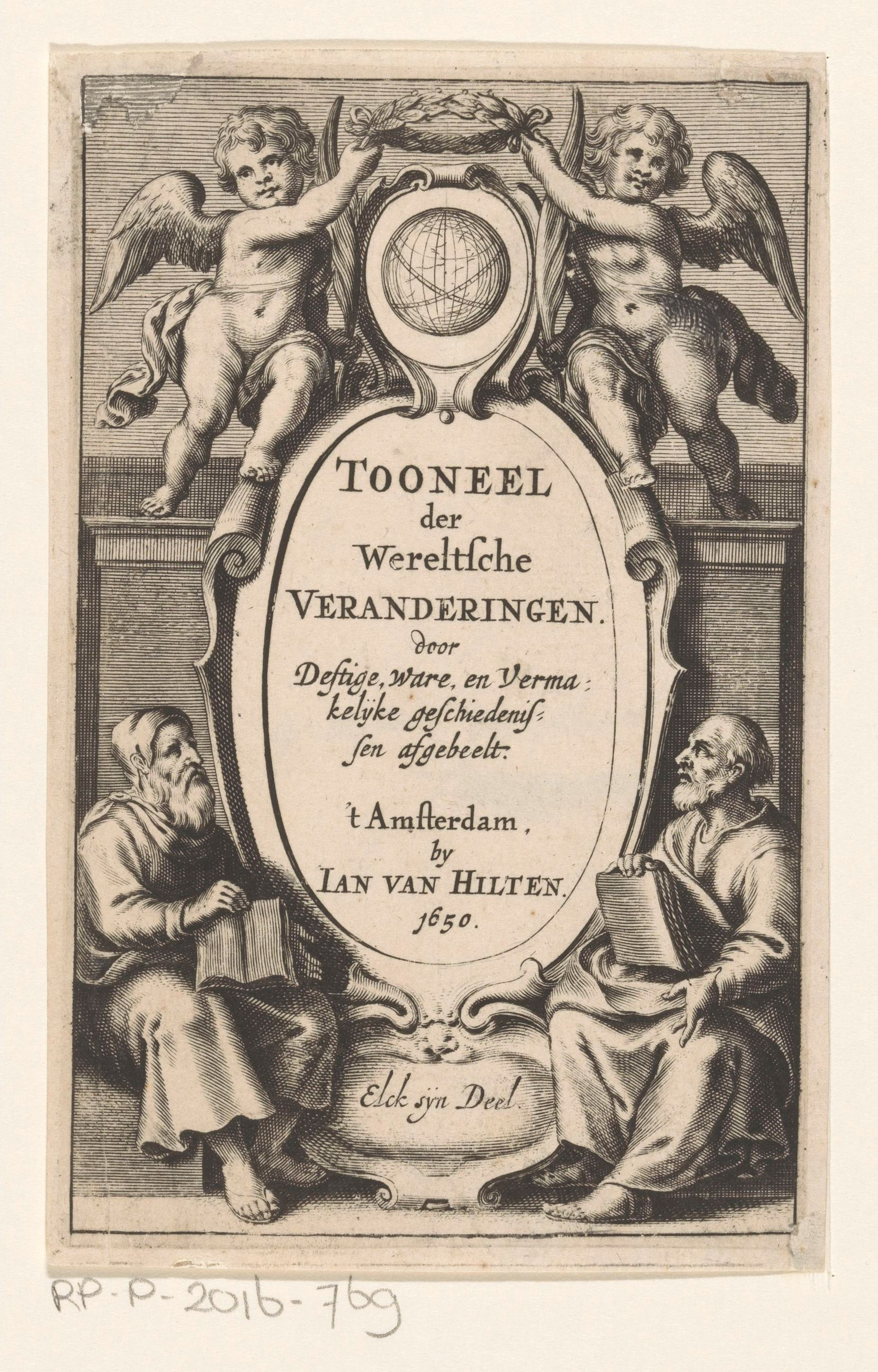
Titelpagine van Tooneel der Wereltsche Veranderingen, 1650

Glasemaker was van doopsgezinde afkomst; zijn geboortedatum is derhalve onbekend. Zijn vader Hendrick Jansz van Abcoude stierf niet lang na zijn geboorte. Zijn moeder Sibbeltie Heijndrix hertrouwde in 1625 toen Jan een jaar of vijf was. In juni 1642 werd hij lidmaat van de Vlaamse doopsgezinde gemeente. Op 27 mei 1651 vond de ondertrouw plaats van Jan Hendrixsz Glasemaker met Cathalyntie Cardinaels, een dochter van de rekenmeester Sybrandt Hansz. Cardinael. Het echtpaar kreeg een dochter, Sibilla, die nooit getrouwd is. Aan het eind van zijn leven interesseerde Glazemaker zich ook voor de handel in boeken. Hij werd begraven vanuit een pand aan het einde van de Brouwersgracht. Zijn bibliotheek raakte na zijn dood verspreid.

## Vertaler
De eerste vertalingen van de hand van Glazemaker verschenen vanaf 1643. Toen vertaalde hij nog alleen uit het Frans. In het midden van de jaren 40 leerde hij Latijn. Tot aan zijn dood bleef Glazemaker vertalen, een paar vertalingen zijn pas postuum gepubliceerd. Hij vertaalde ruim zestig werken vanuit het Latijn, maar de meeste vanuit het Frans in het Nederlands, waaronder clandestien de nagelaten werken van Spinoza, enige werken van Descartes, de Koran, de Essais van Montaigne en de Overpeinzingen (Meditationes, Ta eis heauton) van Marcus Aurelius. Vergeleken met zijn tijdgenoten vallen zijn vertalingen op door soberheid en nauwkeurigheid. Hij werkte nauw samen met vader en zoon Rieuwertsz, beiden uitgever en boekverkoper.

## Vertaalde werken
In 1643 verscheen de eerste van Glazemakers vertalingen: Argenis van John Barclay. Dit werk was geschreven in het Latijn, maar Glazemaker vertaalde het vanuit het Frans. In 1680 zegt hij namelijk over deze vertaling:
In mijn jonge tijt, nu omtrent zesendartig jaren geleden, heb ik, op 't aanraden van verscheide lieden, die groot vermogen op mijn geest hadden, dit werk uit de Fransche taal (dewijl ik toen gantschelijk in de Latijnsche onkundig was) in de Nederlantsche vertaalt, en in dier voegen, gelijk het toen gedrukt is, uitgegeven.
Glazemaker vertaalde onder meer:
- John Barclay, Argeris, 1649,
- Jacques de Bosc, De deugdelyke vrou door I.H. Glazemaker vertaalt, Amsterdam: Gjisbrecht Jansz van Veen, 1643
- Girolamo Cardano, Neroos lof... uit het Latijn door I.H. Glazemaker vertaalt, Amsterdam: Iacob Lescaille, 1649
- Desiderius Erasmus, Onderwys tot de ware godgeleertheit; Verhandeling tegen 't verbod van 't vleescheeten: Verantwoording over de woorden: Wij zullen wel niet alle ontslapen; En een gebed over de vrede van de Kerk, in 't Latijn beschreven, en nu van J.H. Glazemaker vertaalt, Amsterdam: Jan Hendriksz en Jan Rieuwertsz., 1651
- Fernando Mendez Pinto, De wonderlyke reizen van Fernando Mendez Pinto, die hy in de tijt van eenentwintig jaren in Europa, Asia en Afrika ... gedaan heeft ... Nieuwelijks door J.H. Glazemaker vertaalt, Amsterdam: Jan Rieuwertsz. en Jan Hendriksz., 1652
- Seneca, Alle de brieven van Lucius Annaeus Seneca aan Lucilius geschreven ... door J.H. Glazemaker uit het Latijn in de Nederlantsche taal vertaalt, Amsterdam: Gerrit van Goedesberg, 1654
- Homerus, De Iliaden van Homerus of een beschrijving van d'oorlog tusschen de Grieken en Trojanen ... Tweede deel. Nieuwelijks vertaalt, Amsterdam: Wed. van Nicolaas Fransz., 1654,
- Descartes, Redenering van 't beleed, om zijn reden wel te beleiden, en de waarheit in de wetenschappen te zoeken: in de Fransche taal beschreven, en door J.H. Glazemaker vertaalt, Amsterdam: Jan Rieuwertsz., 1656
- Descartes, Les passions de l'âme, of de lijdingen van de ziel; in de Fransche taal beschreven, en door J.H. Glazemaker vertaalt, Amsterdam: Jan Rieuwertsz., 1656
- Descartes, Proeven der wysbegeerte: of redenering van de middel om de reden wel te beleiden, en de waarheit in de wetenschappen te zoeken; de verregezichtkunde, verhevelingen, en meetkunst. Door J.H. Glazemaker vertaalt, Amsterdam: Jan Rieuwertsz., 1659[4]
- Descartes, Brieven, aan veel hooggeachte lieden van verscheidene staten geschreven ... Door J.H. Glazemaker vertaalt, Amsterdam: Jan Rieuwertsz., 1661 (twee delen)
- Plutarchus, Verscheidene zedige werken van Plutarchus door J.H. Glazemaker vertaalt, Amsterdam: Gerrit van Goedesberg, 1661
- Marco Polo e.a., Markus Paulus Venetus Reisen en Beschryving der oostersche lantschappen ... beneffens de historie der oostersche lantschappen, door Haithon van Armenien tezamen gestelt. Beide nieuwelyks door J.H. Glazemaker, vertaalt, Amsterdam: Abraham Wolfgang, 1664
- De Munsterssen oorlogh, ofte klaer ende kort vertoogh ende reden van't gheene tegens de Vereenighde Nederlanden sedert den 14. september 1665. tot den 19 aprilis 1666. door de wapenen begonnen heeft, Christof Bernt. van Galen. / By J.G, geschreven door Jan Hendrik Glazemaker, gedrukt door Andries van Hoogenhuysen - 1667
- Montaigne, Alle de werken van de Heer Michel de Montagne ... Bestaande in zyn proeven ... uijt de Fransche in de Nederlantsche taal vertaalt door J.H. Glazemaker, Amsterdam: Willem van Lamsvelt, 1672
- Descartes, Renatus Descartes Brieven: Derde deel. Neffens een nette verhandeling van het Licht; Vertaalt door J.H. Glazemaker, Amsterdam: Jan Rieuwertsz., 1684

- Bibliothèque nationale de France: cb10586046f (data)
- Biografisch Portaal: 83838969
- Digitale Bibliotheek voor de Nederlandse Letteren: glaz001
- Gemeinsame Normdatei: 121028046
- International Standard Name Identifier: 0000 0001 1543 9428
- Library of Congress Control Number: n88640877
- Nationale Bibliotheek van Tsjechië: ola2012695287
- Nationale Bibliotheek van Israël: 987007261727205171
- Nederlandse Thesaurus van Auteursnamen: 069334706
- Système universitaire de documentation: 233702059
- Virtual International Authority File: 45146965
- WorldCat: E39PBJqFKVdv4QQFbQjGdpQyVC